# Tradução da Bíblia
A Bíblia tem sido traduzida em muitos idiomas a partir do hebraico e do grego. A primeira tradução da Bíblia hebraica foi para o grego, a Septuaginta (LXX), que mais tarde se tornou o textus receptus do Antigo Testamento na Igreja e na base do seu cânon. A Vulgata latina por São Jerônimo foi baseada no hebraico para esses livros da Bíblia preservados no cânone judaico (o que se refletiu no Texto Massorético), e sobre o texto grego para o resto.
Outras traduções israelitas antigas, tais como o Targum aramaico e o Samareitikon grego demonstram a profusão de versões. Do século V ao X surgiu uma nova recensão, o Texto Massorético da Bíblia hebraica, do qual todas as traduções medievais e modernas judaicas são baseadas. Traduções cristãs também tendem a ser desenvolvidas com base no hebraico, embora algumas denominações prefiram a Septuaginta (ou citem variantes de diversas tradições textuais). Traduções bíblicas incorporando a crítica textual moderna geralmente começam com o Texto Massorético, mas também levam em contaFt todas variáveis de todas as versões antigas. O texto original do Novo Testamento cristão está em grego koiné, e quase todas as traduções são baseadas mediante o texto grego.
A Vulgata latina era dominante no cristianismo através da Idade Média. Desde então, a Bíblia foi traduzida em muitos mais idiomas. As traduções inglesas da Bíblia, em especial, têm uma história rica e variada de mais de um milênio.

## História

### Antiguidade
Algumas das primeiras traduções da Torá judaica começaram durante o primeiro exílio na Babilônia, quando o aramaico passou a ser a língua dos judeus. Com a maioria das pessoas falando aramaico e não compreendendo hebraico, os Targumim foram criados para permitir que a pessoa comum compreendesse a Torá quando era lida nas antigas sinagogas. O movimento mais conhecido de tradução dos livros da Bíblia apareceu no século III a.C. A maioria dos livros da Tanaques existia em hebraico, mas muitos reuniram-se no Egito, onde Alexandre o Grande tinha fundado a cidade de Alexandria que ostenta o seu nome. De uma vez, um terço da população da cidade era judeu. No entanto, não foram encontradas grandes traduções gregas (como a maioria dos judeus continua a falar o aramaico uns aos outros) até Ptolomeu II Filadelfo contratar um grande grupo de judeus (72 de acordo com a lenda) que tivesse uma capacidade fluente tanto em Koiné quanto em hebraico. Estas pessoas produziram a tradução agora conhecida como a Septuaginta.
Orígenes e a Héxapla colocaram lado a lado, seis versões do Antigo Testamento, incluindo as traduções gregas do século II de Áquila de Sinope e a do Símaco, o ebionita.
A forma canônica da Bíblia cristã começou a ser estabelecida gradativamente, como pelo bispo Cirilo de Jerusalém em 350 embora tivesse sido geralmente aceita pela Igreja anteriormente, confirmada pelo Concílio de Laodiceia em 363 (ambos ausente no livro de Apocalipse) e, posteriormente, estabelecido por Atanásio de Alexandria em 367 com o Apocalipse adicionado.
A tradução da Vulgata latina de São Jerônimo (com o auxílio de Santa Paula de Roma), datada entre 382 e 420, consolidou uma padronização, ao menos para parte das igrejas ocidentais, do texto latino. As traduções latinas anteriores à de Jerônimo são coletivamente conhecidas como os textos Vetus Latina. Jerônimo começou por revisar as traduções latinas mais novas, mas finalizou voltando ao grego original, perpassando por todas as traduções a ele disponíveis, e retornando ao Hebraico original aonde ele pudesse em vez de usar a Septuaginta.
O Novo Testamento foi traduzido para o gótico no século IV por Úlfilas. No século V, Santo Mesrobes Mastósio traduziu a Bíblia em armênio. Também datando do mesmo período são as traduções sírias (a Peshitta), copta, etíope e georgiana.

### Idade Média
Durante a Idade Média, a tradução, sobretudo do Antigo Testamento, foi desencorajada. No entanto, existem alguns fragmentos de antigas traduções inglesas, nomeadamente uma tradução perdida do Evangelho de João para o Inglês pelo Venerável Beda, o qual escreveu um pouco antes de o seu óbito por volta do ano 735. Uma versão alemã antiga do evangelho de Mateus data de 748. Carlos Magno em ca. 800 incumbiu Alcuíno de Iorque, com uma revisão da Vulgata Latina. A tradução para a antiga igreja eslovena data do final do século IX.
Alfredo de Inglaterra tinha um número de passagens da Bíblia circulando no vernáculo, em cerca de 900. Estas incluíam passagens a partir dos Dez Mandamentos e do Pentateuco, que ele prefixou a um código de leis promulgadas por ele por volta deste tempo. Em cerca de 990, uma versão completa e independente dos quatro Evangelhos, no idioma inglês antigo apareceu no dialeto Wessex; estes são chamados de "evangelhos wessex".
Nas línguas neolatinas, as primeiras traduções apareceram no século XII em língua provençal, com o Nouveau Testament de Lyon  atribuída aos albigenses e as traduções dos salmos e dos evangelhos dos Valdenses, realizada pelo gramático Étienne d'Anse e pelo padre Bernard Ydros, sob encomenda de Pedro Valdo.
O Papa Inocêncio III, em 1199 proibiu versões da Bíblia sem autorização como uma reação contra o Catarismo e Valdenses. Os sínodos de Toulouse e de Tarragona (1234) baniram a posse de tais escritos. Há indícios de algumas traduções vernáculas terem sido permitidas, enquanto outras estavam a ser questionadas.
A mais notável tradução da Bíblia para o inglês médio é a Bíblia de Wycliffe (1383), baseada na Vulgata, foi proibida pelo Sínodo de Oxford em 1408. Uma Bíblia hussita húngara surgiu em meados do século XV e, em 1478, uma tradução catalã no dialeto da Comunidade Valenciana.
Nos séculos XIV e XV, especialmente com a invenção da imprensa, houve uma profusão de traduções parciais da vulgata em vários dialetos alemães e nos Países Baixos.
Portugal se destacou na Idade Média Tardia pela tradução ao vernáculo da Bíblia, quase sempre da Vulgata. A primeira foi quando  a Bíblia de Dom Dinis, uma tradução dos primeiros vinte capítulos do Gênesis, da Vulgata. Houve também traduções realizadas pelos monges do Mosteiro de Alcobaça do livro dos Atos dos Apóstolos.
Durante o reinado de D. I João de Portugal, a Bíblia foi traduzida para o vernáculo, com muito do Novo Testamento e dos Salmos, traduzidos pelo próprio rei. Sua neta, D. Filipa, traduziu o evangelho. Bernardo de Alcobaça traduziu Mateus e Gonçalo Garcia de Santa Maria traduziu partes do Novo Testamento.
Em 1505, a rainha Leonor manda traduzir os Atos dos Apóstolos e as Epístolas de Tiago, Pedro, João e Judas. O Padre Antonio Ribeiro dos Santos é o responsável pelas traduções dos Evangelhos de Mateus e do Evangelho de Marcos. Em 1529, é publicada em Lisboa uma tradução dos Salmos feita por Gómez de Santofímia, que teve uma 2ª edição em 1535. O Padre Jesuíta Luiz Brandão traduziu os quatro Evangelhos.
Durante a Inquisição, houve uma grande diminuição das traduções da Bíblia para o português. A Inquisição, a partir de 1547, proibiu a posse de Bíblias em línguas vernáculas, permitindo apenas a Vulgata Latina, e com sérias restrições.
Por volta de 1530, António Pereira Marramaque, de uma ilustre família de Cabeceiras de Basto, escreve sobre a utilidade da tradução vernácula da Bíblia. Poucos anos depois, ele foi denunciado à Inquisição por possuir uma Bíblia na língua vulgar.
Uma tradução do Pentateuco é publicada em Constantinopla em 1547, feita por judeus expulsos de Portugal e Castela. Abraham Usque, um judeu português, traduziu e publicou uma tradução conhecida como Bíblia de Ferrara, em espanhol. Teve que publicar em Ferrara, por causa da perseguição.

### Período das reformas e pré-moderno
Em 1521, Martinho Lutero foi posto sob o banimento do Império, e ele retirou-se para o de Castelo Wartburg. Durante o seu tempo ali, traduziu o Novo Testamento do grego para o alemão. Ele foi impresso em setembro de 1522. A primeira Bíblia completa neerlandesa, foi parcialmente baseada em porções das traduções de Lutero existentes, foi impressa na Antuérpia em 1526 por Jacob van Liesvelt;
A tradução do novo testamento de Tyndale (1526, revista em 1534, 1535 e 1536) e sua tradução do Pentateuco (1530, 1534) e do Livro de Jonas foram respondidas com pesadas sanções dada a convicção generalizada que Tyndale tinha "mudado" a Bíblia enquanto tentava traduzi-la. A primeira Bíblia francesa completa foi uma tradução por Jacques Lefèvre d'Étaples, publicada em 1530 na Antuérpia. A Bíblia Froschauer de 1531 e a Bíblia Luther de 1534 (ambas aparecendo em partes durante a Década de 1520) foram parte importante da Reforma Protestante. As primeiras traduções em inglês do Livro dos Salmos (1530), Livro de Isaías (1531), Livro dos Provérbios (1533), Eclesiastes (1533), Livro de Jeremias (1534) e Lamentações (1534), foram executados pelo tradutor protestante George Joye na Antuérpia. Em 1535 Myles Coverdale publicou a primeira Bíblia em inglês completa também na Antuérpia;
Em 1584, tanto o Antigo quanto o Novo Testamento foram traduzidos para o esloveno pelo escritor protestante e teólogo Jurij Dalmatin. Os eslovenos, assim, passaram a ser a 12ª nação no mundo, com uma Bíblia completa em sua língua.
A atividade missionária da ordem jesuíta levou a um grande número de traduções no século XVII para as línguas do Novo Mundo.

### Esforços de tradução na modernidade
A Bíblia continua a ser o livro mais traduzido no mundo. Os números seguintes são aproximados. Em 2005, pelo menos um livro da Bíblia foi traduzido em 2400 dos 6900 idiomas listados pela SIL, incluindo 680 línguas na África, seguida a 590 na Ásia, 420 na Oceania, 420 na América Latina e das Caraíbas, 210 na Europa, e 75 na América do Norte. A Sociedade da Bíblia Unida atualmente assiste na tradução da Bíblia em mais de 600 projetos. A Bíblia está disponível em todo ou em parte, a cerca de 98 por cento da população do mundo em uma linguagem em que eles são fluentes.
A Sociedade Bíblica Unida anunciou em 31 de dezembro de 2007 A Bíblia, com material deuterocanônica estava disponível em 123 idiomas. A Tanaque e o Novo Testamento estavam disponíveis em 438 línguas. O Novo Testamento estava disponível em 1168 línguas, e porções da Bíblia estavam disponíveis em 848 línguas, para um total de 2454 línguas.
Em 1999, os tradutores da Bíblia Wycliffe anunciaram a "Visão 2025". Este projeto pretende ver a tradução da Bíblia começar em 2025 em todas as línguas restantes da comunidade que precisa dele. Eles estimam que atualmente 2251 idiomas, representando 193 milhões de pessoas, precisam de uma tradução da Bíblia.

### Abordagens modernas
Uma variedade de lingüística, filológica e ideológica de abordagens da tradução têm sido utilizadas, incluindo:
- Tradução de equivalência dinâmica
- Equivalência formal (semelhante à tradução literal)
- Idiomática, ou por paráfrase, como usado por Kenneth Taylor

Uma grande parte do debate ocorre sobre qual a abordagem com maior precisão comunica a mensagem da bíblica desejada nos textos originais nas línguas desejadas. Apesar destes debates, no entanto, muitos que estudam a Bíblia intelectualmente ou de forma devocional acham que utilizar mais de uma tradução é útil na interpretação e aplicação do que eles lêem. Por exemplo, uma tradução literal pode ser muito útil para cada palavra ou estudo de tópico, ao mesmo tempo que uma paráfrase pode ser empregada para achar o significado original de uma passagem.
Além da lingüística, há também questões teológicas que permeiam as traduções bíblicas.